# Skins – Hautnah
Skins – Hautnah ist eine britische Fernsehserie, die von dem 25. Januar 2007 bis zum 5. August 2013 vom britischen Fernsehsender E4 ausgestrahlt wurde. Sie handelt von verschiedenen Gruppen von Teenagern in Bristol, England. Entwickelt wurde sie von Bryan Elsley und Jamie Brittain, die auch an den Drehbüchern der meisten Folgen mitgeschrieben haben.
Die Serie besteht aus sieben Staffeln, wobei nach jeweils zwei Staffeln eine neue Geschichte erzählt und alle Hauptcharaktere durch neue ersetzt werden. In der verkürzten siebten und letzten Staffel kehren die beliebtesten Figuren aus den ersten vier Staffeln zurück.
Ab dem 20. August 2009 strahlte der Sender FOX Channel die ersten drei Staffeln im deutschsprachigen Raum aus. Eine Ausstrahlung weiterer Staffeln ist nicht geplant.
Die Free-TV Premiere der Serie startete auf dem Social-TV-Sender joiz am 22. September 2014. Am 24. November 2015 nahm der Streaming-Anbieter Netflix die Serie Skins in seiner Datenbank auf, dabei wurden die 4. und 5. Staffel in deutscher Erstausstrahlung veröffentlicht. Die deutsche Synchronfassungen der restlichen zwei Staffeln sind dort seit dem 15. Dezember 2015 als Video-on-Demand verfügbar.
Die Serie wurde zweimal mit einem BAFTA Award ausgezeichnet und erhielt 2008 die Goldene Rose beim Festival Rose d’Or in der Kategorie „Best Drama“.
Die abschließende siebte Staffel mit Fokussierung auf drei Charaktere der ersten beiden Generationen wurde vom 1. Juli bis zum 5. August 2013 auf E4 ausgestrahlt. Dabei standen Cook (Jack O’Connell), Cassie (Hannah Murray) und Effy (Kaya Scodelario) jeweils für zwei Folgen im Mittelpunkt. Außerdem waren weitere Charaktere wie Emily und Naomi usw. in Gastrollen zu sehen.

## Figuren

### Erste Generation
Anthony „Tony“ Stonem (Nicholas Hoult) ist ein attraktiver, intelligenter und beliebter Junge, dessen manipulierende Taten häufig von den anderen nicht bemerkt werden und so der Auslöser für viele Ereignisse der Serie sind. Tonys „hin und wieder“ Freundin
Michelle „Chelle“ Richardson (April Pearson) hält es nie lange mit seinem boshaften Verhalten aus. Äußerlich wirkt Michelle oberflächlich, eingebildet und arrogant. Sie ist jedoch intelligent und sehr engagiert zu ihrer Beziehung mit Tony.
Sidney „Sid“ Jenkins (Mike Bailey) ist Tonys bester Freund, hat aber eine komplett andere Persönlichkeit. Ihm fehlt es an Selbstvertrauen und er hat Probleme in der Schule. Große Teile der ersten Staffel handeln vom Verlieren seiner Jungfräulichkeit sowie seiner Beziehung mit
Cassandra „Cassie“ Ainsworth (Hannah Murray), einem labilen Mädchen, welches an einer Essstörung leidet. Ihre extravaganten Eltern ignorieren sie zugunsten ihres neuen Babys. Zudem bleibt ihre starke Zuneigung zu Sid lange Zeit unbemerkt. Cassie ist eine scheinbar positive und fröhliche Person, die allerdings versucht, ihre Probleme mit Medikamenten zu lösen. Cassies Beziehung mit Sid ist durch seine Gefühle gegenüber Michelle kompliziert. Zum Schluss finden sie jedoch zusammen.

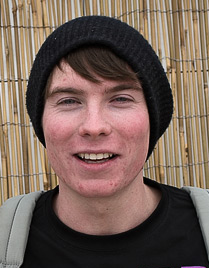
Joe Dempsie (Chris Miles)

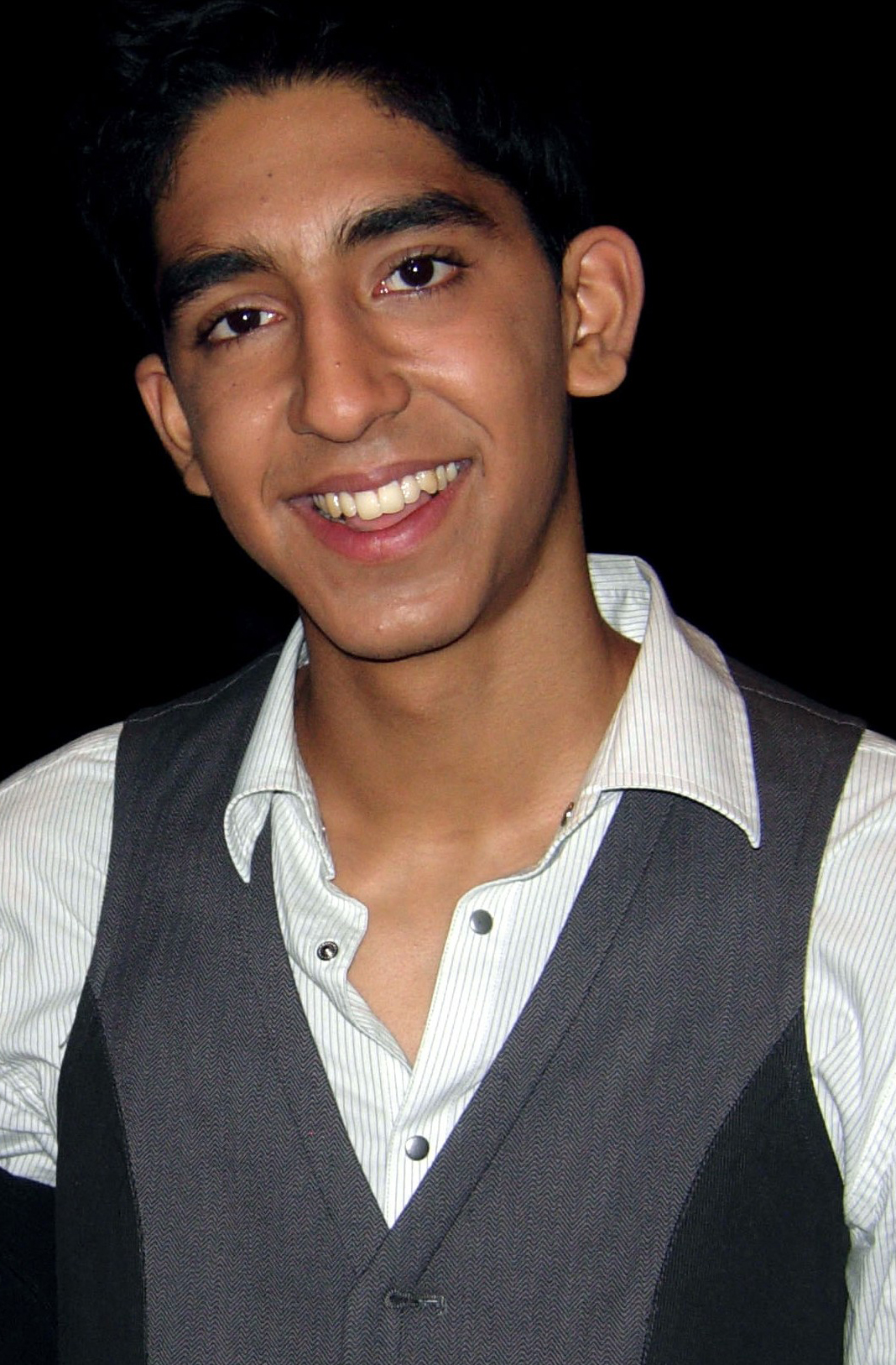
Dev Patel (Anwar Kharral)

Christopher „Chris“ Miles (Joe Dempsie) ist der „Partylöwe“ der Gruppe. Er hat eine schwierige Familie. Chris hat sich zudem in die Psychologielehrerin Angie (Siwan Morris) verliebt. Er hat schon viele Tragödien hinter sich: Sein Bruder starb als Jugendlicher an einer Krankheit, worauf die Mutter und der Vater ihn im Stich ließen. In der zweiten Staffel beginnt er eine romantische Beziehung mit Jalander „Jal“ Fazer (Larissa Wilson). Jal wird in der ersten Staffel als intelligentes Mädchen dargestellt, die ein großes Talent für das Spielen der Klarinette hat. Ihre Mutter ließ sie schon früh alleine mit ihrem berühmten Musiker-Vater und ihren Brüdern Lynton und Ace. In der zweiten Staffel wird sie von Chris schwanger, der jedoch gegen Ende der Staffel an einer Subarachnoidalblutung stirbt.
Weitere Figuren sind Maxxie Oliver (Mitch Hewer) und Anwar Kharral (Dev Patel). Maxxie steht offen zu seiner Homosexualität und liebt es zu tanzen. Er ist außerdem fest in der Gruppe integriert und nicht, wie in vielen anderen Fernsehserien, ein Außenseiter. Das Verhältnis zu seinem besten Freund Anwar ist oft wegen dessen Religion (Islam) sehr gespannt. Obwohl er ein Moslem ist, hat Anwar kein Problem mit vorehelichem Sex, Alkohol, anderen Drogen und Schweinefleisch, jedoch mit der Homosexualität Maxxies, bis Anwars Vater diese akzeptiert. Er hat eine leicht verrückte Persönlichkeit, die sich durch seine albernen Eskapaden und seinen Humor deutlich macht. In der zweiten Staffel kommt Lucy hinzu, besser bekannt als „Sketch“ (Aimee-Ffion Edwards), die Maxxie stalkt. Später geht sie eine Beziehung mit Anwar ein und akzeptiert, dass Maxxie für sie unerreichbar bleibt. Ebenfalls in der zweiten Staffel findet Maxxie mit James (Sean Verey) einen festen Freund.
Elizabeth „Effy“ Stonem (Kaya Scodelario) ist Tonys jüngere Schwester und ist ihm recht ähnlich. In der ersten Staffel ist Effy beinahe komplett stumm und ihre Eskapaden sind noch ausgefallener als die ihres Bruders.
Neben den Hauptfiguren gibt es noch einige wichtige Nebenrollen. Daniel Kaluuya spielt „Posh“ Kenneth, der auf dasselbe College wie die anderen Hauptfiguren geht. Tony Stonems Affäre, Abigail Stock, ein vornehmes Schulmädchen mit teils psychotischem Verhalten wird von Georgina Moffat dargestellt. Der Schauspieler Ben Lloyd-Hughes verkörpert ihren Bruder Josh Stock, der kurzzeitig mit Michelle eine Beziehung eingeht. Die britische Komikerin und Co-Autorin Josie Long nimmt die Rolle der Berufsberaterin auf dem College ein. Madison Twatter (Stephen Walters) ist Sids verrückter Drogendealer und Doug (Giles Thomas) ist ein Lehrer an der Schule.
Die Eltern der Hauptfiguren sind immer wiederkehrende Figuren und werden häufig von bekannten britischen Schauspielern gespielt, dazu gehören Danny Dyer, Harry Enfield und Nina Wadia. Harry Enfield porträtiert Tonys und Effys Vater Jim Stonem und Morwenna Banks spielt seine Frau Anthea Stonem. Peter Capaldi und Josie Lawrence sind Sids Eltern, Mark und Liz Jenkins. Kevin Eldon spielt den Deutschen Manfred, mit dem Liz eine Affäre hat. Neil Morrissey und Naomi Allisstone porträtieren Marcus und Margeritte, Cassies Eltern. Michelles Mutter, Anna Richardson, wird von Arabella Weir gespielt. Danny Dyer spielt zudem Michelles Stiefvater Malcolm, bis dieser die Beziehung mit Anna beendet. Mark Monero ist Musiker und spielt den Vater von Jal, Ronnie Fazer. Josette Simon taucht in der zweiten Staffel als Jals getrennt lebende Mutter Elaine auf. Mark Heap spielt Chris’ Vater Graham Miles und Sarah Lancashire Chris’ Stiefmutter Mary. Der Vater von Anwar, Istiak Kharral, wird von Inder Manocha dargestellt und Anwars Mutter von Nina Wadia. Heidi Monsen ist Dr. Victoria Stock, Abigails und Joshs Mutter. Maxxies Eltern sind Walter (Bill Bailey) und Jackie Oliver (Fiona Allen).

### Zweite Generation
Nach der zweiten Staffel gaben die Verantwortlichen bekannt, dass für die dritte Staffel alle Figuren mit Ausnahme von Effy Stonem (Kaya Scodelario) und Pandora Moon (Lisa Backwell) ausgetauscht würden. Außerdem erwähnten sie, dass dies auch in Zukunft alle zwei Staffeln geschehen würde. Allerdings versuchten sie, so oft wie es geht, Verbindungen zu vorhergegangenen Staffeln herzustellen. Öffentliche Vorsprechen für die zweite Generation von Figuren wurden in Bristol gehalten, zu denen 1500 16- bis 18-jährige Jugendliche kamen, gefolgt von einem zweitägigen Vorsprechen in London.

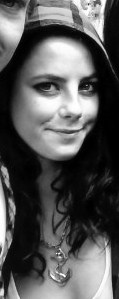
Kaya Scodelario (Elizabeth „Effy“ Stonem)

Elizabeth „Effy“ Stonem (Kaya Scodelario), Tonys Schwester, zu dem sie eine sehr gute Beziehung hat, wurde in der dritten Staffel zur Hauptfigur. Dass Tony nicht mehr da ist, um für sie da zu sein, obwohl sie ihn so sehr bräuchte, setzt ihr daher sehr zu. Effy ist hübsch, beliebt und genau wie ihr Bruder die Anführerin der Gruppe. Allerdings ist sie in sich gekehrter als Tony und versucht ihre Probleme vor den anderen nicht preiszugeben. Sie ist sich ihrer Begehrtheit und ihrer Fähigkeit der Manipulation bewusst. Effy versucht zudem ihre Emotionen nicht zu zeigen, selbst während der schwierigen Scheidung ihrer Eltern oder ihrem impulsiven Liebes- und Sozialleben. Vor allem die Dreiecksbeziehung zwischen ihr, Freddie und Cook macht ihr zu schaffen. Mit Cook führt sie nur eine oberflächliche Sexbeziehung, um die starken Gefühle, die sie für Freddie empfindet, zu unterdrücken, denn sie merkt, dass er sie weich und verletzbar macht. Da Effy viel zu stark und stolz ist, wehrt sie sich, von jemandem so abhängig zu sein, dass ihr Glück in dessen Händen liegt. Also flüchtet sie immer wieder zu Cook, was Freddie sehr verletzt und ihre emotionale Bindung auf eine lange Probe stellt. Effy ist schwer durchschaubar, da sie einen psychischen Kampf in sich austrägt; sie leidet mit zunehmender emotionaler Bindung unter Depressionen, sodass es zu Selbstmordversuchen und Distanzierung von Freddie kommt.
Pandora „Panda“ Moon (Lisa Backwell) ist Effys beste Freundin. Sie findet Effys exzessiven Lebensstil nicht gut, ist aber gewillt ihn zu erforschen. Außerdem ist sie die einzige, mit der Effy über ihre Gefühle redet. Thomas Tomone (Merveille Lukeba) ist ein Einwanderer aus dem Kongo. Seine freundliche Art und seine Gutherzigkeit führen dazu, dass er sich schnell mit Pandora anfreundet und sie sich ineinander verlieben.
Katherine „Katie“ Fitch (Megan Prescott) und Emily „Ems“ Fitch (Kathryn Prescott) sind sehr unterschiedliche Zwillinge. Die nach Anerkennung suchende Katie will Effy als Anführerin („Queen bee“) verdrängen und Emilys Leben bestimmen. Katie ist insgeheim verunsichert und gibt damit an, dass sie seit ihrer Kindheit immer einen Freund gehabt habe. Ihre Beziehungen stellt sie gerne zur Schau, besonders vor Effy, da sie diese beeindrucken will. Sie versucht eine freundschaftliche Bindung zwischen sich und ihr aufzubauen, um in der Clique mehr Ansehen zu bekommen. Ihre Homophobie führt auch zu Problemen mit Emily, die sich mit ihrem Leben als Lesbe arrangieren muss. Emily versucht besonders die Zuneigung von Naomi Campbell (Lily Loveless) zu bekommen, einer hitzigen und leidenschaftlichen jungen Frau mit idealistischen Ansichten und viel Ehrgeiz sich und andere zu überzeugen, dass sie nicht lesbisch ist. Obwohl Naomi Emily hilft ihre Homosexualität zu akzeptieren, benötigt sie mehr Zeit zu ihren Gefühlen gegenüber Emily zu stehen und ihren Freunden davon zu erzählen.
James Cook (Jack O’Connell), Frederick „Freddie“ McLair (Luke Pasqualino) und Jeremiah Jonah „JJ“ Jones (Ollie Barbieri) sind seit der Kindheit beste Freunde. Cook ist charismatisch und gesellig, allerdings auch ausgelassen und gewillt, Regeln zu brechen. Seine Frauengeschichten sind oft der Katalysator für viele Ereignisse der Serie: Seine Sexbeziehung mit Effy erzürnt Freddie, der sich in sie verliebt hat. Seine Verführung von Pandora bringt ihre Beziehung mit Thomas in Schwierigkeiten, und sein Versuch, Naomi zu verführen, bringt sie dazu, mehr über ihre Sexualität nachzudenken. Genau wie Effy versucht Cook seine wahren Gefühle zu verstecken, bis er aufrichtige Gefühle für Effy entwickelt.
Freddie ist im Gegensatz dazu ein unbeschwerter Skater, der gerne Gras raucht und als sensibler und verantwortungsbewusster Freund häufig mit Cooks Benehmen nicht einverstanden ist. Seine tiefgründige Zuneigung gegenüber Effy, zusammen mit Problemen mit seinem Vater und seiner Schwester führen ihn dazu, über seine Wahl der Freunde nachzudenken. Zudem ist er einige Zeit mit Katie zusammen, kann seine Gefühle für Effy jedoch nicht verstecken oder überwältigen und kehrt immer wieder zu ihr zurück, besonders als er bemerkt, dass sie seine Gefühle erwidert.
JJ ist leicht autistisch, muss viele Medikamente nehmen und versucht mit Zaubertricks Freundschaften zu schließen. Er weigert sich, zwischen Cooks und Freddies Freundschaft zu entscheiden, als Effy diese immer weiter auseinandertreibt. Er baut eine enge Freundschaft mit Emily auf und verliert letztlich seine Jungfräulichkeit mit ihr.
Zu den weiteren Figuren gehört Karen McLair (Klariza Clayton), Freddies Schwester, die gerne berühmt werden will. Sie verärgert ihren Bruder, indem sie den Tod ihrer Mutter als tragische Geschichte benutzt, um ihre Gesangskarriere anzukurbeln. Mackenzie Crook spielt Johnny White, einen psychotischen Gangster und Vater. Die Comedians Jordan Long und Justin Edwards sind seine ungeschickten Handlanger Lucas und Benny. Scott Mills erzählte bei Chris Moyles’ BBC Radio 1 Show am 8. Juli 2008, dass er sich für die Rolle eines Moderators bei Skins beworben habe, welche er auch bekam. Keiran MacFoeinaiugh, ein nordirischer Lehrer, wird von Ardal O’Hanlon verkörpert.
Genau wie bei der ersten Generation von Figuren werden in der zweiten Generation die Eltern der Hauptfiguren von bekannten britischen Schauspielern gespielt. Harry Enfield und Morwenna Banks sind wieder Effys Eltern Jim und Anthea Stonem, wobei David Baddiel, der im wahren Leben Banks’ Partner ist, den Kollegen von Jim spielt, der eine Affäre mit Anthea beginnt. Sally Phillips ist Pandoras Mutter Angela und ihre Tante Elizabeth wird von Maureen Lipman gespielt. Matt King spielt Cooks Vater, Juliet Cowan ist als JJs Mutter Celia zu sehen, während Simon Day Freddies Vater Leo verkörpert. Naomis Mutter Gina wird von Olivia Colman porträtiert. Zudem spielen Ronni Ancona und Stand-up-Comedian John Bishop Katies und Emilys Eltern Jenna und Rob Fitch.

### Dritte Generation

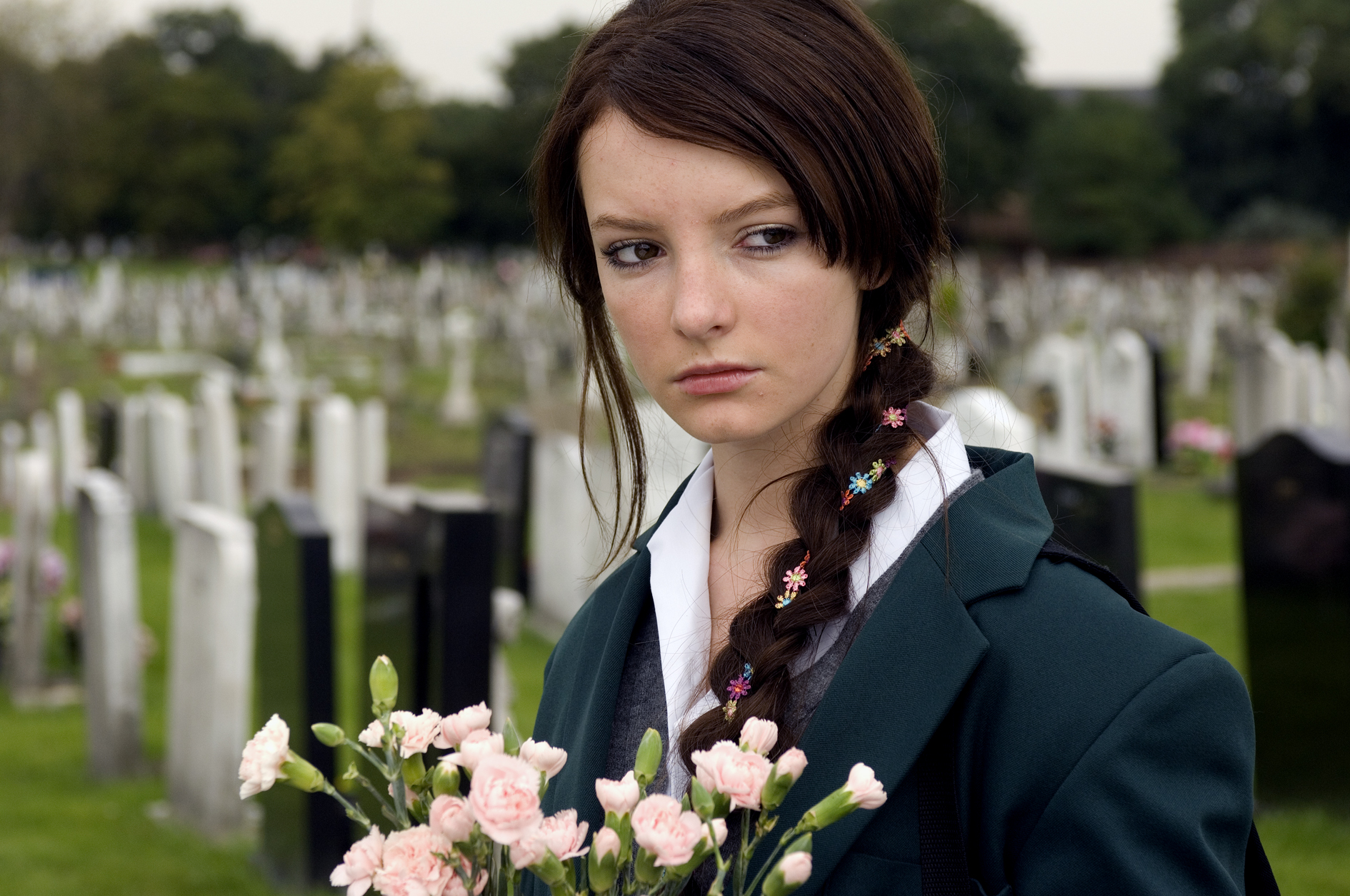
Dakota Blue Richards (Franky Fitzgerald)

Francesca „Franky“ Fitzgerald (Dakota Blue Richards) ist neu an der Schule, da sie gerade erst mit ihren beiden Vätern von Oxford nach Bristol gezogen ist. Sie ist schlau, androgyn und etwas seltsam. Aloysius „Alo“ Creevey (Will Merrick) besitzt einen Bus, einen Hund und eine optimistische Grundeinstellung, sowie ein Interesse an viktorianischer Pornografie und Zombies. Er ist außerdem der beste Freund von Richard „Rich“ Hardbeck (Alexander Arnold). Rich ist ein Heavy-Metal-Musikfan, der eine sehr pessimistische Grundeinstellung hat.
Minerva „Mini“ McGuinness (Freya Mavor), Olivia „Liv“ Malone (Laya Lewis) und Grace Violet Blood (Jessica Sula) sind beste Freundinnen. Mini wird als „Königin“ der Schule dargestellt, bis Franky auftaucht und die Rangordnung ins Wanken bringt. Mini ist sehr darauf bedacht, ein gutes Image zu haben. Sie fühlt sich durch Franky bedroht. Zudem ist sie sehr abhängig von ihren beiden Freundinnen Liv und Grace, die sie versucht von Franky fernzuhalten. Liv geht gerne auf Partys und überlässt das Reden meist Mini. Grace wechselte von einer Mädchenschule an das „Roundview College“ und liebt das Ballett. Sie ist sehr nett und trifft ihre eigenen Entscheidungen.
Nicholas „Nick“ Levan (Sean Teale) ist ein Rugbyspieler und Minis fester Freund. Matthew „Matty“ Levan (Sebastian De Souza) ist sehr mysteriös und Nicks Bruder.
Zu den weiteren Figuren gehört Doug (Giles Thomas), der stellvertretende Schulleiter von „Roundview“. Chris Addison ist der neue Schulleiter David Blood, welcher zugleich Graces Vater ist. Gordon Kennedy spielt den neuen Englischlehrer Alan Precopp und Frankys homosexuelle Adoptiveltern werden von Gareth Farr und John Sessions verkörpert.

## Handlung
Nach den „Dawson Bros“ (Steve Dawson, Andrew Dawson und ihr Freund Tim Inman), Co-Autoren von Skins, repräsentiert die Serie das alltägliche Leben von Jugendlichen: Skins dreht sich um eine Gruppe von 16 bis 19 Jahre alten Freunden, die in Bristol wohnen und das fiktive „Roundview Sixth Form College“ besuchen. Jede Folge hat ein in sich abgeschlossenes Thema und dreht sich um eine bestimmte Figur. Die meisten Handlungsbögen strecken sich jedoch über mehrere Folgen.

### Erste Staffel
Die erste Staffel stellt die Hauptfiguren der ersten Generation vor. Tony ist beliebt, aber manipulativ. Zudem versucht er erbittert seine mysteriöse jüngere Schwester Effy zu schützen. Sein bester Freund Sid ist eher ruhig und zurückhaltend, und außerdem in Tonys Freundin Michelle verliebt. Deren beste Freundin Jal ist eine talentierte Klarinettistin, Anwar ein Muslim, der Probleme hat, seinem Glauben zu folgen, Maxxie ist ein bekennender Homosexueller, der gerne tanzt und Chris ist das „Partytier“, der Probleme mit seiner Familie hat. Cassie ist ein mental unsicheres Mädchen mit einer Essstörung und Drogenproblemen. Sie ist außerdem in Sid verliebt. In der zweiten Episode (Cassie) sagt sie zu Sid: „Ich werde dich immer lieben, Sid… das ist das Problem.“
Die erste Folge (Tony) stellt die Figuren und die allgemeine Handlung vor. In der zweiten Episode wird Cassies Zeit in einer Klinik für Essgestörte thematisiert. Die dritte Folge (Jal) dreht sich um Jal und ihre Bestrebungen, eine Musikerin zu werden. In der vierten Episode („Chris“) gibt Chris’ Mutter ihm 1000 £, bevor sie ihn verlässt. Die fünfte Folge („Sid“) handelt von Sids Schul- und Beziehungsproblemen. In der sechsten Episode (Maxxie und Anwar) stehen zum ersten Mal zwei Figuren im Mittelpunkt. In der siebten Folge (Michelle) trennt sich Michelle von Tony. Die achte Episode („Effy“) dreht sich weniger um Effy selbst als vielmehr um die Suche von Sid und Tony nach ihr. Das Staffelfinale („Series Finale“) hat keine bestimmte Figur als Mittelpunkt, sondern fokussiert sich auf die ganze Gruppe. Am Ende singt der komplette Cast den Cat-Stevens-Song Wild World.

### Zweite Staffel
Die zweite Staffel lief vom 11. Februar bis zum 14. April 2008 auf E4. Zuvor gab es die erste Episode auf der offiziellen Skins-Myspaceseite zu sehen.
Die Handlung spielt sechs Monate nach dem Ende der ersten Staffel. Tony ist, nachdem ihn ein Bus angefahren hat, am Leben, allerdings mental schwer beeinträchtigt, obwohl er keine großen physischen Verletzungen hat. Die erste Folge (Tony und Maxxie) fokussiert sich auf Maxxie und Tony. Zudem hat der Comedian Bill Bailey seinen ersten Gastauftritt als Maxxies Vater. Shane Richie spielt in der zweiten Episode (Sketch) den Theaterlehrer Bruce, der das kontroverse Stück Osama: The Musical an der Schule aufführen will. Maxxie und Michelle spielen die Hauptrollen in diesem Musical. Als Beleuchterin soll Sketch eingesetzt werden, die schon seit einiger Zeit Maxxie stalkt.
Seit Sids Freundin Cassie nach Schottland gezogen ist und Tony an den Folgen des Unfalls leidet, ist Sid nicht mehr derselbe. In der dritten Folge (Marc (Sids Vater)) wird er von seinen schottischen Verwandten besucht. Am Ende der Folge stirbt Sids Vater in einem Sessel. Die Handlung der vierten Episode (Scarlet) wird durch einen Campingausflug bestimmt. Die Gruppe fährt mit Michelles Stiefschwester Scarlet nach Wales. Am Ende schlafen Sid und Michelle am Strand miteinander, was zu einer kurzen Beziehung führt. Cassie kommt aus Schottland wieder, um Sid zu besuchen. Dieser bricht ihr jedoch das Herz, als sie ihn mit Michelle zusammen sieht. Zudem entdeckt Maxxie, dass Anwar eine Beziehung mit Sketch hat, was zu einigen Problemen in ihrer Freundschaft führt.
In der fünften Episode (Chris) wird Chris von der Schule verwiesen und muss sich einen Job suchen. Er beginnt eine Beziehung mit Jal und nach vielen verschiedenen Jobs, die ihm die Berufsberaterin der Schule (Josie Long) empfohlen hat, wird Chris ein erfolgreicher Immobilienmakler. Kurze Zeit später wird er jedoch entlassen, weil herauskommt, dass er heimlich in eine Wohnung eingezogen ist, die er eigentlich verkaufen sollte. Auf der letzten Party in der Wohnung betrügt er Jal mit seiner ehemaligen Psychologielehrerin Angie. Später entdeckt Jal, dass sie schwanger ist. Anwar trennt sich von Sketch, nachdem Maxxie ihm beweist, dass sie ihn manipuliert.
Tonys Genesung wird in der sechsten Folge (Erwachen) näher beleuchtet, welche eine Metapher für viele Elemente der analytischen Psychologie ist. Er besucht die University of Exeter, um sich dort vorzustellen. Dort trifft er ein merkwürdiges Mädchen, das ihm hilft, seine physischen Koordinationsschwierigkeiten, die er seit dem Unfall hat, in den Griff zu bekommen. Am Ende wird Tony wieder zu der Person, die er auch in der ersten Staffel war. Viele der Beziehungsprobleme werden in der siebten Episode (Emotionen) gelöst. Sid versöhnt sich mit Cassie und Tony mit Michelle. Die achte Folge (Prüfungen) wurde von Daniel Kaluuya, der den Mitschüler „Posh“ Kenneth spielt, geschrieben. Jal hat immer noch Probleme und Ängste bezüglich ihrer Schwangerschaft und Chris wird wegen eines Blutgerinnsels in seinem Gehirn in ein Krankenhaus eingeliefert. Zudem findet Maxxie einen festen Freund (James).
In der neunten Episode (Flucht) entlässt sich Chris selbst aus dem Krankenhaus, weil es ihm wieder besser geht. Cassie schreibt ihre Abschlussprüfungen, als sie jedoch später nach Hause kommt, erleidet Chris eine weitere Hirnblutung und stirbt in ihren Armen. Cassie packt schließlich ihre Sachen und flüchtet nach New York City. Sie freundet sich mit Adam an, der sie bei sich wohnen lässt. Als sie eines Morgens aufwacht, entdeckt sie, dass er sie verlassen hat.
Im Staffelfinale (Abschied) besucht Chris’ Vater Sid, um ihm zu erklären, dass keiner von Chris’ Freunden bei der Beerdigung erwünscht sei. Daraufhin stehlen Sid und Tony Chris’ Sarg aus dem Leichenwagen und bringen ihn in seine alte Wohnung. Jal zwingt sie jedoch kurze Zeit später, den Sarg noch vor der Beisetzung zurückzubringen. Chris’ Freunde kommen trotzdem zur Beerdigung. Am Abend sitzen alle Hauptfiguren zusammen an einem Lagerfeuer und lesen sich gegenseitig die Ergebnisse ihrer Abschlussprüfungen vor. Jeder, bis auf Anwar, erhält die Noten, die er braucht. Maxxie ist traurig, dass er nach London geht, ohne sich bei seinem besten Freund verabschiedet zu haben. Sketch erkennt, dass sie Anwar mehr mag als Maxxie, und versucht ihn zu überzeugen, mit ihr in Bristol zu bleiben. Allerdings schafft es Maxxie, Anwar zu überzeugen, mit ihm und James nach London zu ziehen und Sketch zurückzulassen. Tony kauft Sid ein Flugticket nach New York, und nach einer emotionalen Verabschiedung macht Sid sich auf, um Cassie zu finden. Tony geht auf die Cardiff University und Michelle auf die University of York. Sie sind sich einig, dass dies das Ende ihrer Beziehung bedeutet und dass sie besser als „ein gutes“ Paar waren.
In der vorletzten Szene steht Sid suchend vor dem Café, in dem Cassie in New York arbeitet. In der letzten Aufnahme sieht man Effy allein im Bett von Tony liegen, genau wie in der ersten Szene der Pilotfolge mit Tony. Sie schaut direkt in die Kamera, bricht damit die Vierte Wand und lächelt.

### Dritte Staffel
In der dritten Staffel wurden alle Hauptfiguren (bis auf Effy, die vorher nur eine Nebenrolle hatte) ausgetauscht und die sogenannte „zweite Generation“ eingeführt. Am Anfang der ersten Folge (Neue Leute) skatet Freddie eine Straße hinab, bis er auf seine besten Freunde JJ und Cook trifft. JJ, der an Autismus leidet, ist etwas kindlich und liebt Zaubertricks. Cook ist eher ein „Draufgänger“, der jedoch weiß, dass Freddie ihn überall herausholt, wenn es Schwierigkeiten gibt. Während sie vor einer Imbissbude einen Joint rauchen und Cook sich betrinkt, treffen sie zum ersten Mal Effy und ihren Vater (Harry Enfield), mit dem sich Cook gleich anlegt. Effy steigt aus dem Auto, geht hinüber zu Cook und sagt „süß“, im Bezug auf sein mit Tomatensoße (welche aussehen soll wie Blut) beschmiertes Gesicht. Das diente dazu, Effys Vater hereinzulegen und einen Unfall vorzutäuschen.
Währenddessen sucht Emily für den ersten Schultag am College verschiedene Kleidungsstücke aus ihrem Schrank heraus. Ihre Zwillingsschwester Katie versucht sich mit Effy anzufreunden. In der Schule spricht Pandora davon, ihre Jungfräulichkeit zu verlieren, obwohl sie keinen festen Freund hat. Naomi ist politisch sehr engagiert, hasst ihre Hippie-Mutter, die oft fremde Menschen zu sich nach Hause einlädt. Eine romantische Spannung zwischen Emily und Naomi besteht die ganze Staffel über. Zunächst will Emily nicht zu ihren Gefühlen gegenüber Naomi stehen, teilweise wegen Katie. Letztlich erzählt sie jedoch Naomi von ihren Gefühlen. Naomi hat jedoch noch mehr Probleme mit ihrer Sexualität. Mehrmals macht sie klar, dass Emily ihr sehr am Herzen liegt, stößt sie dann aber auch immer wieder zurück. Letztlich bekennen sich beide zu ihren Gefühlen und beginnen eine Beziehung miteinander.
In der zweiten Folge (Cook) versucht Freddies Schwester Karen, berühmt zu werden. Sie nimmt in der fünften Episode (Freddie) an der Castingshow Search for a Sexxbomb teil, verliert aber am Ende.
Thomas, der gerade aus dem Kongo nach Großbritannien eingewandert ist, tritt zum ersten Mal in der dritten Folge (Thomas) auf. Als seine Mutter dann nachreist und sieht, wie sich die britischen Jugendlichen benehmen, zwingt sie ihn mit ihr, in den Kongo zurückzukehren. Thomas kommt jedoch zurück, um mit Pandora zusammen sein zu können. Schnell stellt er jedoch fest, dass Pandora zwischenzeitlich eine Affäre mit Cook hatte, und trennt sich von ihr. Gegen Ende der Staffel vergibt Thomas Pandora und die beiden kommen wieder zusammen.
Während der gesamten dritten Staffel hegt Freddie starke Gefühle gegenüber Effy, die jedoch immer wieder seine Annäherungsversuche abweist und stattdessen eine sexuelle Beziehung mit Cook eingeht. Es wird jedoch schnell klar, dass Effy Freddies Gefühle erwidert, sie aber nicht fähig ist, ihm das zu gestehen. Als es scheint, dass Effy zu ihren Gefühlen stehen will, erfährt sie von Freddies Beziehung zu Katie. Effy trennt sich von Cook, Freddie ist nun allerdings mit Katie zusammen. Während einer Party im Wald schlägt Effy, die halluzinogene Pilze zu sich genommen hat, Katie mit einem Stein bewusstlos. Effy und Freddie schlafen kurz nach dem Vorfall miteinander, wobei Freddie von dem Vorfall zu dem Zeitpunkt noch nichts weiß. Als es herauskommt, ist Freddie sehr verärgert und Effy verlässt mit Cook Bristol. Im Staffelfinale (Am Ende) suchen Freddie und JJ nach den beiden. Effy gesteht Freddie ihre Liebe. Cook hat sich allerdings währenddessen auch in Effy verliebt. Die drei Jungen nehmen an einem Wettlauf teil und vereinbaren, dass der Gewinner Effy „bekommt“. JJ gewinnt, doch anstatt Effy zu „nehmen“, fordert er, dass sie alle ihre Probleme miteinander lösen sollen. Er zwingt Freddie und Cook zuzugeben, dass sie beide in Effy verliebt sind, und besteht darauf, dass Effy sich endlich entscheiden soll. Effy muss nichts sagen, denn es ist aufgrund ihres Blickes offensichtlich, dass sie Freddie wählt. Cook läuft daraufhin davon und JJ folgt ihm. Effy und Freddie bleiben alleine zurück und schlafen miteinander. Der Ausgang der Dreiecksbeziehung bleibt unklar, weil Cook Freddie erklärt, dass er die Beziehung zwischen ihm und Effy nicht dulden kann, da er sie auch liebt. Freddie weiß nicht genau, was er jetzt machen soll, und fragt Cook in der letzten Szene: „Was machen wir jetzt?“

### Vierte Staffel
Die Dreharbeiten zur vierten Staffel gingen von Juli bis November 2009. Sie hat ebenfalls die Besetzung der zweiten Generation. Die Staffel besteht aufgrund der schwierigen wirtschaftlichen Lage von E4 und des Muttersenders Channel 4 nur aus acht Episoden und wurde vom 28. Januar 2010 bis zum 18. März 2010 ausgestrahlt.
Die Staffel beginnt damit, dass fast alle Charaktere in einem Club sind, in dem ein Mädchen namens Sophia Ecstasy nimmt und Selbstmord begeht. Thomas, der im Club als DJ arbeitet, wird von der Schule verwiesen, da der neue Schulleiter David Blood denkt, dass er etwas mit dem Vorfall zu tun habe. Als die Polizei mit den Ermittlungen beginnt, fängt Thomas an über sein Leben nachzudenken und beendet seine Beziehung mit Pandora.
Emily und Naomi planen eine Reise nach Mexiko, welche Jenna Fitch missbilligt. Emily zieht aus, als Jenna sie bestechen will, damit sie nicht mit Naomi nach Mexiko geht. Währenddessen erforscht Emily die Beziehung zwischen Naomi und Sophia (das verstorbene Mädchen aus der vorherigen Folge), nachdem die Polizei beide verhört. Es stellt sich heraus, dass Naomi den Tag der offenen Tür einer Universität besucht hat, wovon Emily nichts gewusst hat, und sowohl Emily mit Sophia betrogen als auch das Ecstasy an Sophia verkauft hat, welches sie von Cook bekommen hatte. Todunglücklich wird Emily von ihrem Vater getröstet, der ihr gesteht, dass er ihre Mutter mit Emilys Tante betrogen hatte, als er noch jung war. Nachdem er ihr sagt, dass es besser werde, nachdem es schlimm sei, endet die Folge damit, dass Emily Naomi besucht, an deren Tür ein Notizzettel mit der Aufschrift „Ich würde alles tun“ hängt. Emily geht in das Haus.
Währenddessen kehrt Effy zurück und beginnt erneut eine Beziehung mit Freddie. In einem Ausbruch von Eifersucht greift Cook einen Jungen an. Nach seinem Wutausbruch wird Cook festgenommen, und nachdem Kaution bezahlt wurde, darf Cook raus, muss jedoch einen elektrischen Peilsender an seinem Fuß tragen (was ihn dazu zwingt, mit seinem jüngeren Bruder und seiner teilnahmslosen, alkoholabhängigen Mutter zu leben) und wird von dem Schulleiter David Blood von der Schule verwiesen. Er beschließt seinem jüngeren Bruder seine eigenen gefährlichen Gewohnheiten beizubringen, als er realisiert, dass seine Handlungen genau das sind – kindisch. Cook und Naomi fühlen sich beide für den Tod von Sophia verantwortlich, was Cook dazu bewegt, sich wegen schwerer Körperverletzung schuldig zu bekennen. Außerdem sagt Cook aus, dass er Sophia das Ecstacy verkauft habe, um Naomi von dem Verdacht zu befreien.
Katie erfährt von ihren Ärzten, dass sie vorzeitig in der Menopause ist und somit nie Kinder haben kann. Sie versucht ihrer Mutter als Hochzeitsplanerin zu helfen, was katastrophal endet. Als die Fitch-Familie bankrottgeht, sind sie dazu gezwungen, bei Naomi und Emily einzuziehen, welche sich noch nicht richtig versöhnt haben. Nach Naomis Geständnis über Sophia vereinigen sich die Fitchs wieder in ihrem alten Zuhause.
Effy wird nach einem Suizidversuch in eine Klinik eingeliefert, wo sie von John T. Foster behandelt wird. Sie glaubt, seine Behandlung würde ihr helfen, weil er sie alle schlechten Erinnerungen vergessen lässt. Als sie allerdings entlassen wird, verändert sie ihr Leben grundlegend, nimmt Abschied von ihren Freunden und macht mit Freddie Schluss. Sie verliert mehr und mehr ihre Erinnerung, bis sie nach einem Abend mit Cook (an den sie sich auch nicht erinnern konnte) noch einen Selbstmordversuch unternimmt, nachdem sie sich erinnerte, dass Tony von einem Bus überfahren wurde. Daraufhin wird sie wieder in eine Klinik eingeliefert und beginnt wieder eine Beziehung mit Freddie. Außerdem beendet sie die Behandlung durch John T. Foster.
Cook ist währenddessen aus dem Gefängnis ausgebrochen und wohnt zwischenzeitlich bei JJ und dann bei Naomi.
JJ bittet seine und Thomas’ Arbeitskollegin Lara nach langem Überlegen um ein Date, was sie zu seiner Überraschung bewilligt. Als er sie zwei Stunden zu früh zu Hause abholt, erfährt er, dass sie einen neun Monate alten Sohn hat, und wird daraufhin von ihrem Ex-Freund und Vater ihres Sohnes bedroht. Lara macht kurzzeitig mit JJ Schluss, weil sie seine Freunde, Familie und ihn selbst für verrückt hält, er kann sie aber zurückgewinnen.
John T. Foster bittet Freddie zu einem Treffen in seinem Haus. Sie reden über Effy und darüber, dass er eine neue Methode bei ihr versuchen möchte. Als Freddie dieses entschieden ablehnt, wird er von Foster mit einem Baseballschläger angegriffen und getötet.
Seine Schwester Karen versucht ihn zu finden und zieht Cook ins Vertrauen. Naomi ist inzwischen nahezu Dauerkifferin geworden und es kommt zu einem Streit zwischen ihr und Emily. Die Polizei kommt Cook auf die Schliche und er kann gerade noch rechtzeitig entkommen. Er flüchtet sich in Freddies Schuppen, wo er auf Effy trifft. Als auch JJ und Pandora eintreffen und Karen dazustößt, kommt es zu einer Geburtstagsparty für Freddie, der an diesem Tag Geburtstag hat, aber immer noch verschollen ist. Auf der Party versöhnen sich sowohl Emily und Naomi, nachdem Naomi gesteht, schon vor längerer Zeit zwei Flugtickets nach Goa gebucht zu haben, als auch Thomas und Pandora, die beide Stipendien für die Harvard University bekommen haben (Thomas aufgrund seines schnellen Laufens und Pandora in Geschichte/Philosophie). Als Cook sich draußen erleichtert, hört er ein Geräusch, das von Foster stammt, und folgt ihm in seine Wohnung. Dort findet er die Kleidung Freddies, und als Foster nach einem kurzen Dialog auch ihn mit dem Baseballschläger attackieren will, endet die Staffel mit einem Standbild, in dem Cook ruft „Ich bin Cook!“ und mit erhobener Faust auf Foster zuläuft. Der genaue Ausgang dieses Kampfs bleibt unbekannt.

### Fünfte Staffel
Die Staffel beginnt mit der Einführung der unkonventionellen Außenseiterin Franky. Die beliebte, aber unsichere Mini integriert Franky in ihre Clique, allerdings nur um sie wieder zu verstoßen und zu demütigen. Am Rande des Nervenzusammenbruchs und mit dem Revolver ihrer Väter in den Händen trifft Franky den mysteriösen Unbekannten Matty, der sie von ihrem Selbstwert überzeugt.
Minis Freundin Grace baut eine Freundschaft zu Franky und zu den anderen Außenseitern der Schule, dem Heavy-Metal-Fan Rich und dem Bauernjungen Alo auf. Grace fühlt sich zu Rich hingezogen. Als sie versucht ihm zu helfen, ein Mädchen für sich zu gewinnen, überwindet er seine Schüchternheit schließlich und wird sich auch über seine Zuneigung zu Grace klar. Nach Minis Modenschau beginnen die beiden sich zu treffen.
Mini fühlt sich unter Druck gesetzt, mit ihrem Freund Nick zu schlafen, der nicht weiß, dass sie noch Jungfrau ist. Ihre tiefe Ablehnung gegenüber Grace und ihren neuen Freunden geht nach hinten los, als klar wird, dass sie mit der Organisation einer Modenschau völlig überfordert ist. Als sie herausfindet, dass ihre beste Freundin Liv mit Nick geschlafen hat, überwindet sie sich ebenfalls, Sex mit ihm zu haben. Dies gerät aber zur Enttäuschung. Sie ist am Boden zerstört, als sie beim morgendlichen Spießrutenlauf die Parallele zu ihrer promiskuitiv lebenden Mutter entdeckt.
Die Affäre zwischen Nick und Liv geht weiter. Sie ahnen aber beide, dass Mini davon weiß, als diese die noch getrennten Freundeskreise bei Liv zu einer Party versammelt.
Liv ist mit ihrer familiären Situation und Minis Vorhaben überfordert und verlässt das Haus. In der Stadt trifft sie auf Matty und beide ergeben sich einem drogenberauschten Besäufnis.
Zurück in Livs Haus kommt heraus, dass Matty Nicks Bruder ist. Auch Livs und Nicks Affäre wird bekannt.
Matty und Nick versöhnen sich und Matty darf wieder zu Hause wohnen. Auch im Roundview College wird er wieder aufgenommen. Seine Beziehung zu Liv ist Teil einer neuen Dreiecksbeziehung zwischen ihm, Liv und Franky. Nick hat Mini und Liv verloren und lebt nun im Schatten seines Bruders. Er erleidet einen Nervenzusammenbruch, verlässt das Rugby-Team und verwüstet sein Haus mit einem Golfschläger. Durch Matty beginnt er auch seinen Vater und dessen Erziehung in einem schlechteren Licht zu sehen und die beiden Brüder verbünden sich gegen diesen.
Alos Eltern nehmen ihn von der Schule, damit er auf dem Hof arbeiten kann. Als er durch Nachlässigkeit eine Explosion im Stall auslöst, verkaufen sie all seine Habseligkeiten inklusive Hund. Aus Rache veranstaltet Alo eine exzessive Party. Als er seine Eltern konfrontiert, erleidet sein Vater einen Herzanfall. Anstatt seinen besten Freund Rich zu belasten, der ihm gerade stolz von seinem ersten Mal mit Grace berichtet hat, kehrt er nach Hause zurück und versucht sich mit seinen Eltern zu versöhnen.
Grace stellt Rich ihren Eltern vor, der entsetzt feststellen muss, dass sie die Tochter des Schulleiters David Blood ist. Blood plant, die Note seiner Tochter in einer von ihr inszenierten Schulaufführung von Shakespeares Was ihr wollt zu manipulieren, damit er sie wieder vom Roundview College nehmen kann. Grace erkennt durch den berühmten Monolog aus Hamlet ihre Rolle als Schlichterin und nutzt die Schulaufführung, um die Dreiecksbeziehung zwischen Liv, Matty und Franky zur Entscheidung zu bringen. Obwohl sie eine Eins bekommt, besteht ihr Vater weiterhin auf einem Schulwechsel.
Von Romeo und Julia inspiriert macht Rich Grace einen Heiratsantrag. Sie versuchen mit Unterstützung ihrer Freunde heimlich zu heiraten. Auf dem Weg zur Kirche hat Alos Wagen aber eine Panne, und die Freunde versuchen getrennt die Kirche rechtzeitig zu erreichen. Mini entdeckt ihre Zuneigung zu Franky und versucht sie zu beschützen. Diese bekommt eine Panikattacke, als Matty und sie sich nahekommen, und rennt kopflos durch den Wald. Sie fällt über einen Abhang und wird von Liv, Mini und Matty gerettet. Dadurch fängt sie an, mit ihren Freunden offener über ihre Unsicherheit zu sprechen.
Durch eine Intervention von David Blood wird die Trauungszeremonie abgebrochen und Rich und Grace bleiben unverheiratet. Da sie aber nun offiziell ein Paar bleiben dürfen, feiert die Clique zusammen auf einem Fest in der Nähe.

### Sechste Staffel
Die sechste Staffel beginnt damit, dass die Gang den Sommer zusammen in Marokko verbringt. Aus dem vermeintlichen Luxusurlaub wird nichts, denn das gebuchte Resort ist weder bewohnt noch hat es eine intakte Wasserversorgung. Trotzdem wird wie immer heftig gefeiert, Alkohol und andere Drogen werden in rauen Mengen konsumiert und sie machen Bekanntschaft mit den hiesigen Drogendealern. Besonders Franky ist von Luke angetan, was ihre Beziehung zu Matty auf eine harte Probe stellt. Als sie zu Luke ins Auto steigt, folgen ihr Matty, Grace und Liv mit dem Wagen. Bei dem Versuch Lukes Auto einzuholen, kommt ihnen ein Bus entgegen. Durch das plötzliche Ausweichen, stürzen Matty, Liv und Grace mit dem Wagen einen Abhang hinunter. Zwar überleben alle drei, doch Grace liegt danach wochenlang im Koma. Nachdem alles versucht wurde, um sie wieder aufzuwecken, stirbt sie an der Folge ihrer schweren Verletzungen in einem Züricher Krankenhaus, in das sie zur Genesung gebracht wurde. Rich, völlig außer sich, versucht mit allen Mitteln in Graces Krankenzimmer zu gelangen, bis er schließlich von Mr. Blood, Graces Vater, Hausverbot bekommt. Vor lauter Traurigkeit stellt er sich vor sie sei aufgewacht, spricht und trifft sich mit ihr. Durch einen Zufall erfährt er, dass ihr Vater sie in die Schweiz hat fliegen lassen, von der er auch ein fiktives Telefonat mit ihr führt. In seiner Verzweiflung bricht er in das Blood Hause ein und verwüstet es zusammen mit Alo. Dieser hat seit Marokko eine Affäre mit Mini am Laufen und muss sich eingestehen, dass es für ihn mehr ist, als nur Sex. Durch den Sex wird Mini schwanger was sie zunächst vor allen zu verheimlichen versucht.

### Siebte Staffel
Die siebte Staffel wurde von Oktober 2012 bis Januar 2013 in London und Manchester gedreht. Sie zeigt, wie es den Figuren Cassie (erste Generation) sowie Cook und Effy (zweite Generation), denen jeweils zwei zusammengehörige Episoden gewidmet sind, nach der Schulzeit erging. Auch Emily und Naomi haben Gastauftritte. Aus der dritten Generation wirkt niemand mit. Die sechs Folgen der siebten Staffel waren ab Juli 2013 bei E4 zu sehen, nachdem zuvor die Ausstrahlung für den Frühling 2013 geplant war.
Skins Fire zeigt Effy als einundzwanzigjährige Rezeptionistin bei einem Hedgefonds. Sie wohnt mit Naomi zusammen, die mit vagen Ambitionen Stand-up-Komikerin zu werden vor sich hinlebt. Effy hingegen ist sehr viel ernsthafter und zielstrebiger als früher und kann ihren Chef davon überzeugen, ihr eine Chance als Börsenhändlerin zu geben. Durch ihr Bestreben, beruflichen Erfolg zu haben, wird sie in ein Insider-Geschäft verwickelt und beginnt eine Affäre mit ihrem Chef. Um den hoffnungslos in sie verliebten Freund Dom, der ebenfalls in das illegale Geschäft verwickelt ist, vor dem Gefängnis zu bewahren, legt sie ein umfassendes Geständnis über ihre Aktivitäten vor der Finanzbehörde ab. Derweil erfährt Naomi, dass sie an Krebs leidet. Sie bittet Effy Emily, die ein Praktikum in New York absolviert, nichts davon zu erzählen. Dom und Effy kümmern sich um Naomi, bis sich ihr Zustand hoffnungslos verschlechtert. Dann kehrt Emily nach London zurück und gibt Naomi Beistand während Effy strafrechtlich belangt wird.
Skins Pure nimmt Cassies Lebensgeschichte auf, als sie mit 23 Jahren sich in London alleine als Kellnerin durchschlägt, nachdem sie sich in Amerika von ihrem Freund getrennt hat. Sie nimmt keine Drogen mehr und ist auch von ihrer Essstörung geheilt. Sie findet heraus, dass sie jemand heimlich fotografiert und die Aufnahmen im Internet veröffentlicht. Es stellt sich heraus, dass es sich bei dem Stalker um ihren Kollegen Jakob handelt. Sie realisiert, dass Jakobs Aufmerksamkeit ihr Selbstvertrauen gibt und erlaubt ihm, sie zu ihren Bedingungen, in einer ausdrücklich platonischen Freundschaft weiterhin zu fotografieren. Während sie versucht ihren depressiven Vater und ihren kleinen Bruder zu unterstützen, bricht die Freundschaft mit Jakob jedoch langsam wieder auseinander. Jakobs Eifersucht steigt ins Irrationale, insbesondere als Cassie an einem professionellen Fotoshooting teilnimmt. Schließlich entscheidet sich Cassie ihre Freundschaft zu Jakob und ihre sexuelle Beziehung zu einem weiteren Kollegen hinter sich zu lassen, um sich um die Erziehung ihres kleinen Bruders zu kümmern, während ihr Vater sich in Italien erholt.
Skins Rise spielt in Manchester und zeigt Cook als Drogendealer. In einem Voice-over erklärt Cook seine Gedanken und deutet einen von ihm begangenen Mord an, ohne es tatsächlich offen anzusprechen. Vieles weist aber darauf hin, dass er John Foster getötet hat, den mutmaßlichen Mörder von Freddy in der vierten Staffel, und seither auf der Flucht ist. Er führt eine lockere Beziehung mit einer Frau namens Emma. Als er aber vom örtlichen Drogenbaron Louis gebeten wird, für ein paar Tage auf seine Freundin Charlie aufzupassen, während er einige Besorgungen macht, ist er von Charlie fasziniert. Er wird Zeuge, als Charlie Louis nach einer Nacht im Club mit einem Mann namens Jason betrügt. Dieser schlägt ihn nieder, damit er ihn nicht verrät. Louis ist aber informiert und lässt Jason von seinem Handlanger Rob vor den Augen von Charlie und Cook auf brutale Weise ermorden. Damit will er klarmachen, dass er Illoyalität nicht akzeptiert. Daraufhin beschließt Cook wieder zu flüchten und Emma begleitet ihn. Als sie die Stadt verlassen, bekommt er einen Anruf von Charlie, die ihn anfleht, sie mitzunehmen. Zu dritt fahren sie zu Emmas Elternhaus in einem abgelegenen Teil des Landes. Kurz darauf taucht auch Louis auf, der ihnen erklärt, dass er ihren Fluchtwagen getrackt hat. Charlie weigert sich mit ihm zu gehen und die drei entscheiden sich, das Haus zu verlassen. Unterwegs finden sie den Wagen von Emmas Eltern verlassen an einem Waldrand. Daraufhin verstecken sich Cook, Emma und Charlie über Nacht in einem alten Stollen. Am nächsten Morgen fehlt von Emma jede Spur. Schließlich finden sie sie erhängt an einem Baum. Da Louis nicht nur Emma und wahrscheinlich auch deren Eltern ermordet, entschließt sich Cook, Louis gegenüberzutreten. Während er auf ihn einschlägt wiederholt er den Satz, mit dem er schon den Kampf mit Foster eingeleitet hat: „I'm Cook. You thought you could kill me? I'm fucking Cook.“ Er hilft Charlie zu entkommen, nachdem er die Polizei verständigt hat. Die Folge endet mit Cooks Betrachtungen über das Leben und den Tod und seinen Gefühlen darüber.

## Besetzung und Synchronisation
Die deutsche Synchronisation der ersten drei Staffen entstand im Jahr 2009 nach einem Dialogbuch und unter der Dialogregie von Boris Tessmann durch die Synchronfirma Antares Film GmbH in Berlin.
Die restlichen vier Staffeln wurden 2015 im Auftrag von Netflix von den Synchronstudios German Dubbing Company und TV+Synchron Berlin GmbH bearbeitet, dabei führte Jeffrey Wipprecht (Staffeln 4–6), Ronald Nitschke und Franzi Treutler (Staffel 7) Synchronregie.

### Hauptdarsteller
| Schauspieler         | Rolle                         | Hauptrolle (Staffel) | Synchronsprecher    |
| -------------------- | ----------------------------- | -------------------- | ------------------- |
| Nicholas Hoult       | Anthony „Tony“ Stonem         | 1–2                  | Nico Sablik         |
| April Pearson        | Michelle „Chelle“ Richardson  | 1–2                  | Julia Kaufmann      |
| Mike Bailey          | Sidney „Sid“ Jenkins          | 1–2                  | Nick Forsberg       |
| Hannah Murray        | Cassandra „Cassie“ Ainsworth  | 1–2                  | Marie-Luise Schramm |
| Hannah Murray        | Cassandra „Cassie“ Ainsworth  | 7                    | Friedel Morgenstern |
| Joe Dempsie          | Christopher „Chris“ Miles     | 1–2                  | Tobias Nath         |
| Larissa Wilson       | Jalander „Jal“ Fazer          | 1–2                  | Julia Meynen        |
| Mitch Hewer          | Maxxie Oliver                 | 1–2                  | Dirk Stollberg      |
| Dev Patel            | Anwar Kharral                 | 1–2                  | Julius Jellinek     |
| Kaya Scodelario      | Elizabeth „Effy“ Stonem       | 1–4, 7               | Adak Azdasht        |
| Aimee-Ffion Edwards  | Lucy „Sketch“                 | 2                    | Kaya Marie Möller   |
| Lisa Backwell        | Pandora „Panda“ Moon          | 2–3                  | Luisa Wietzorek     |
| Lisa Backwell        | Pandora „Panda“ Moon          | 4                    | Katharina von Daake |
| Ollie Barbieri       | Jonah Jeremiah „JJ“ Jones     | 3–4                  | Jan Makino          |
| Jack O’Connell       | James „Cook“ Cook Jr.         | 3–4, 7               | Tim Sander          |
| Luke Pasqualino      | Frederick „Freddie“ Mclair    | 3–4                  | Ricardo Richter     |
| Lily Loveless        | Naomi Campbell                | 3–4, 7               | Sarah Riedel        |
| Kathryn Prescott     | Emily Fitch                   | 3–4                  | Jill Böttcher       |
| Kathryn Prescott     | Emily Fitch                   | 7                    | Sarah Alles         |
| Megan Prescott       | Katherine „Katie“ Fitch       | 3–4                  | Esra Vural          |
| Merveille Lukeba     | Thomas Tomone                 | 3–4                  | Konrad Bösherz      |
| Dakota Blue Richards | Francesca „Franky“ Fitzgerald | 5–6                  | Josephine Schmidt   |
| Will Merrick         | Aloysius „Alo“ Creevey        | 5–6                  | Amadeus Strobl      |
| Alexander Arnold     | Richard „Rich“ Hardbeck       | 5–6                  | Julien Haggége      |
| Freya Mavor          | Minerva „Mini“ McGuinness     | 5–6                  | Julia Stoepel       |
| Laya Lewis           | Olivia „Liv“ Malone           | 5–6                  | Maximiliane Häcke   |
| Jessica Sula         | Grace Violet Blood            | 5–6                  | Nicole Hannak       |
| Sean Teale           | Nicholas „Nick“ Levan         | 5–6                  | Jeffrey Wipprecht   |
| Sebastian De Souza   | Matthew „Matty“ Levan         | 5–6                  | Maximilian Artajo   |
| Sam Jackson          | Alexander „Alex“ Henley       | 6                    | Christian Zeiger    |

1. ↑  Staffel 2 als Nebenfigur

### Nebendarsteller
| Schauspieler     | Rolle                  | Nebenrolle (Staffel) | Synchronsprecher   |
| ---------------- | ---------------------- | -------------------- | ------------------ |
| Siwan Morris     | Angie                  | 1–2                  | Antje von der Ahe  |
| Daniel Kaluuya   | Posh Kenneth           | 1–2                  | Tobias Müller      |
| Georgina Moffat  | Abigail Stock          | 1–2                  | Kathrin Neusser    |
| Ben Lloyd-Hughes | Josh Stock             | 1                    | Gerrit Schmidt-Foß |
| Josie Long       | Josie, Berufsberaterin | 2–3, 6               | Nicole Hannak      |
| Stephen Walters  | Madison Twatter        | 1                    | Stefan Krause      |
| Harry Enfield    | Jim Stonem             | 1–3                  | Michael Iwannek    |
| Morwenna Banks   | Anthea Stonem          | 1–4                  | Ulrike Stürzbecher |
| Peter Capaldi    | Mark Jenkins           | 1–2                  | Stefan Gossler     |
| Josie Lawrence   | Liz Jenkins            | 1–2                  | Peggy Sander       |
| Arabella Weir    | Anna Richardson        | 1–2                  | Almut Zydra        |
| Danny Dyer       | Malcolm                | 1                    | Dennis Schmidt-Foß |
| Nina Wadia       | Bibi Kharral           | 1–2                  |                    |
| Bill Bailey      | Walter Oliver          | 2                    | Axel Lutter        |
| Holly Earl       | Poppy Champion         | 6                    |                    |
| Sarah Solemani   | Celia Champion         | 6                    |                    |
| Hugo Speer       | Dr. John Foster        | 4                    | Thomas Petruo      |

## US-amerikanische Adaption
Obwohl in den Vereinigten Staaten Skins in einer zensierten Version auf BBC America ausgestrahlt wurde, gab MTV eine US-amerikanische Adaption in Baltimore, Maryland, in Auftrag. Dafür war unter anderem der Schöpfer der Serie The Wire, David Simon, verantwortlich. Dieser machte das britische Produktionsunternehmen Company Pictures auf die Stadt aufmerksam. Die Dreharbeiten zur Pilotepisode begannen im Februar 2010 im kanadischen Toronto. Brian Elsley nahm die Rolle des Executive Producer ein. Im September 2010 berichtete The Baltimore Sun, dass die Serie nicht wie geplant in Baltimore spielen werde, sondern in einer noch nicht definierten Stadt an der Ostküste der Vereinigten Staaten. Die erste Folge besitzt dieselbe Handlung wie das britische Original. Weitere Episoden haben hauptsächlich eine andere. Die Namen der Figuren sind weitgehend dieselben; Sid wurde in Stanley geändert und Cassie in Cadie. Tea, eine lesbische Cheerleaderin, ersetzte Maxxie. Die Serie startete in den Vereinigten Staaten am 17. Januar und endete nach zehn Folgen am 21. März 2011. Anfang Juni 2011 gab MTV bekannt, die Serie nicht weiter zu produzieren.

## Produktion
Im April 2008 wurde bekannt, dass für die dritte Staffel alle Darsteller ausgetauscht werden (bis auf Kaya Scodelario und Lisa Backwell). Bryan Elsley sagte dazu: „Es gibt Risiken, die ganze Besetzung auszutauschen, aber wir haben es einfach getan. Der Sender war etwas beunruhigt, doch dann haben sie gesagt, wir sollen es machen.“ Bei einer Rede während der Broadcast’s Television Drama Conference bestätigte Elsley, dass sie weiterhin an dem Muster festhalten wollen, die Jugendlichen vorzustellen, sie in die nächste Staffel zu begleiten und sie dann ziehen zu lassen. „Das erste Jahr ist dazu da, die Kinder kennenzulernen, und das zweite gibt uns die Möglichkeit, ihre Psychen etwas mehr zu erkunden,“ erklärte Elsley. Jamie Brittain sagte, dass die nächsten Darsteller ganz anders als die vorherige Generation sein werden, wobei auch einige Gemeinsamkeiten zu finden sein werden. Die neuen Darsteller wurden am 19. Dezember 2008 durch Teaser-Videos bekannt gegeben. Die Dreharbeiten zur dritten Staffel begannen am 23. Juli 2008. Premiere hatte die Staffel am 22. Januar 2009 um 22:00 Uhr auf E4, wobei der erste Teil der Episode bereits am 15. Januar auf der offiziellen Website zu sehen war. Ab dem 2. Januar wurden Trailer bei allen Sendern der Channel 4 Gruppe ausgestrahlt.
Skins wurde komplett in High Definition mit Sonys HDW-750P Kameras gefilmt und geschnitten mit Autodesk Lustre und Autodesk Smoke. Die dritte Staffel wurde mit Sonys HDW-F900R Kamera gefilmt.

### Autoren
Das Durchschnittsalter des Autorenteams der Serie beträgt 21 Jahre und beinhaltet verschiedene „jugendliche Berater“. Der Co-Produzent Bryan Elsley sagte, „Es geht nur um das Schreiben. […] Wir lassen unsere Zuschauer spüren, dass sie nicht allein sind. […] Wir haben immer Leute, die Autoren-Meetings verpassen, weil sie das A-level oder sogar das GCSE machen.“

### Drehorte
Die Serie wurde in Bristol aufgenommen. Schulszenen wurden an der John Cabot Academy und dem College Green gefilmt. Im Intro zu der ersten Staffel ist die Bristol Cathedral zu sehen, und zur zweiten Staffel der Pur Down BT Tower. Weitere Drehorte waren die Gower-Halbinsel, die University of Exeter und New York City. Viele weitere Drehorte, wie Restaurants sind echte Gaststätten in Bristol.

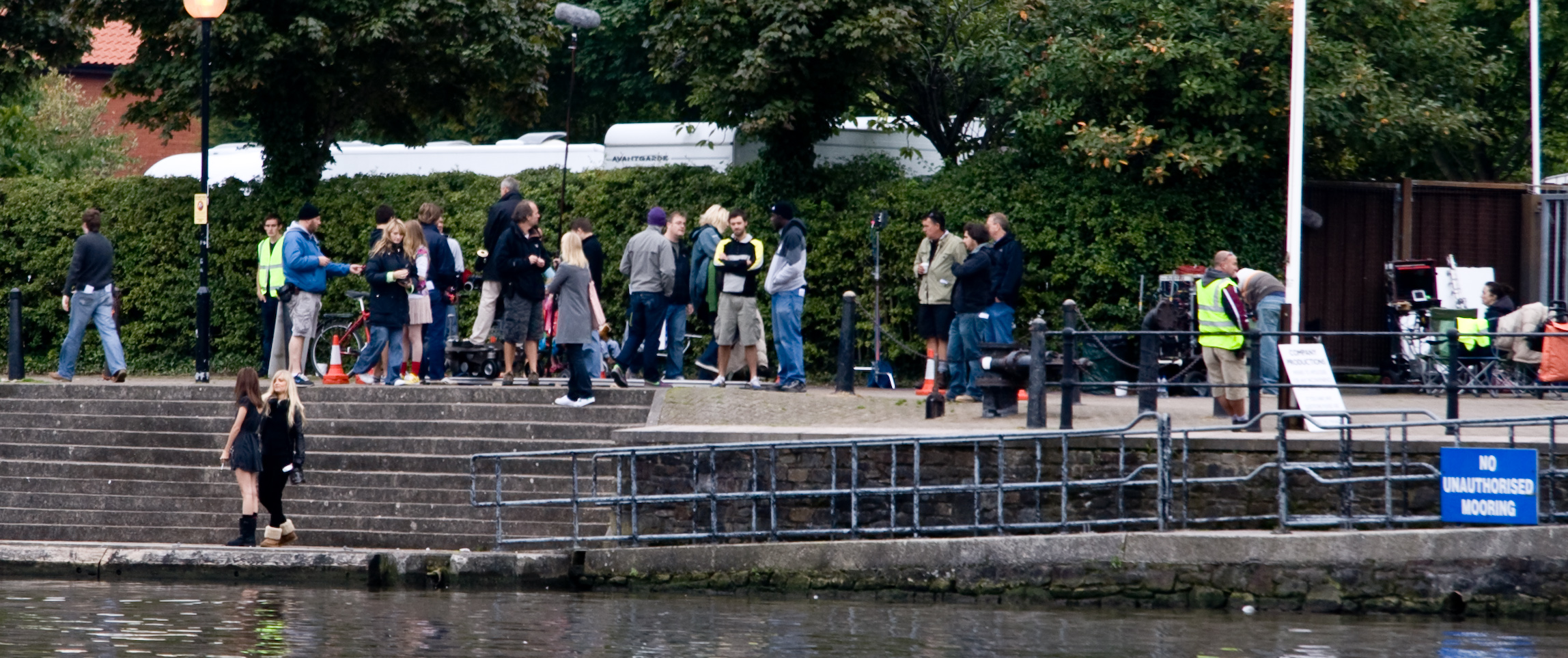
Filmset der vierten Folge der dritten Staffel (Pandora) in Bristol
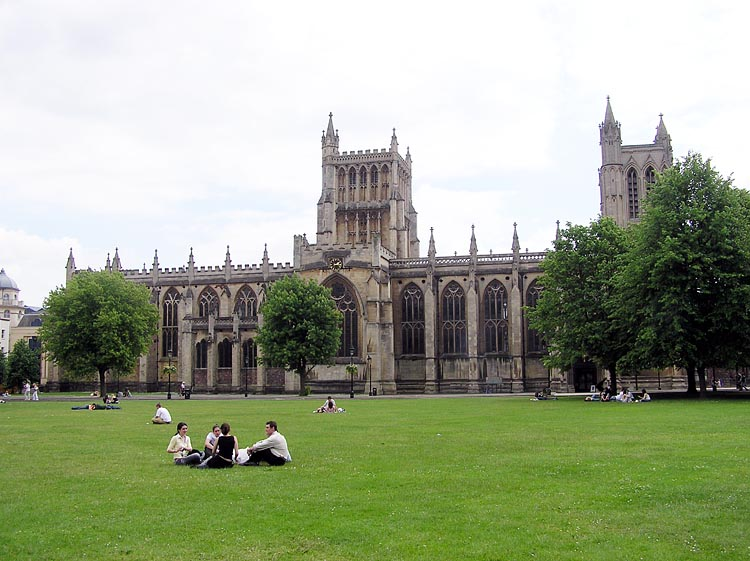
College Green mit der Kathedrale im Hintergrund
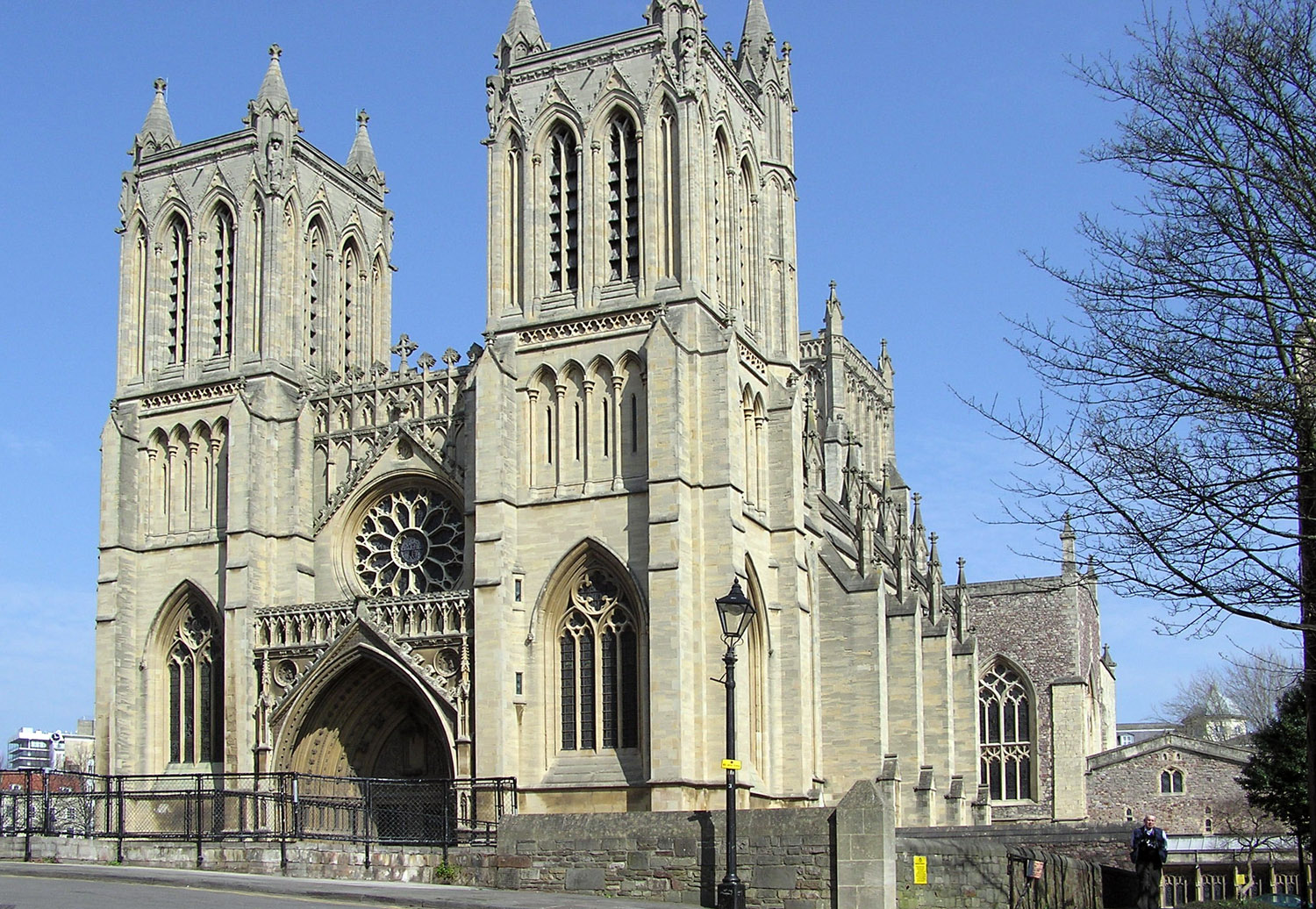
Bristol Cathedral
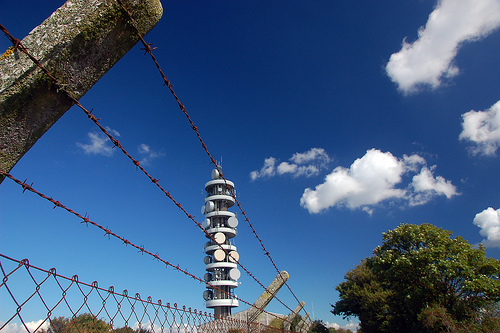
Pur Down BT Tower
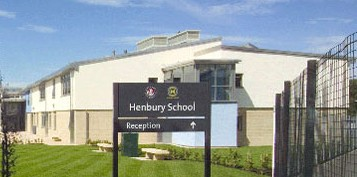
Henbury Secondary School
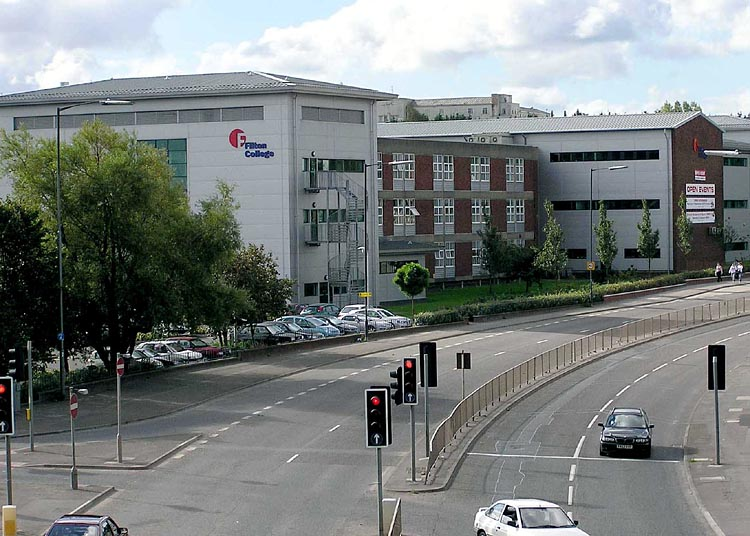
Filton College
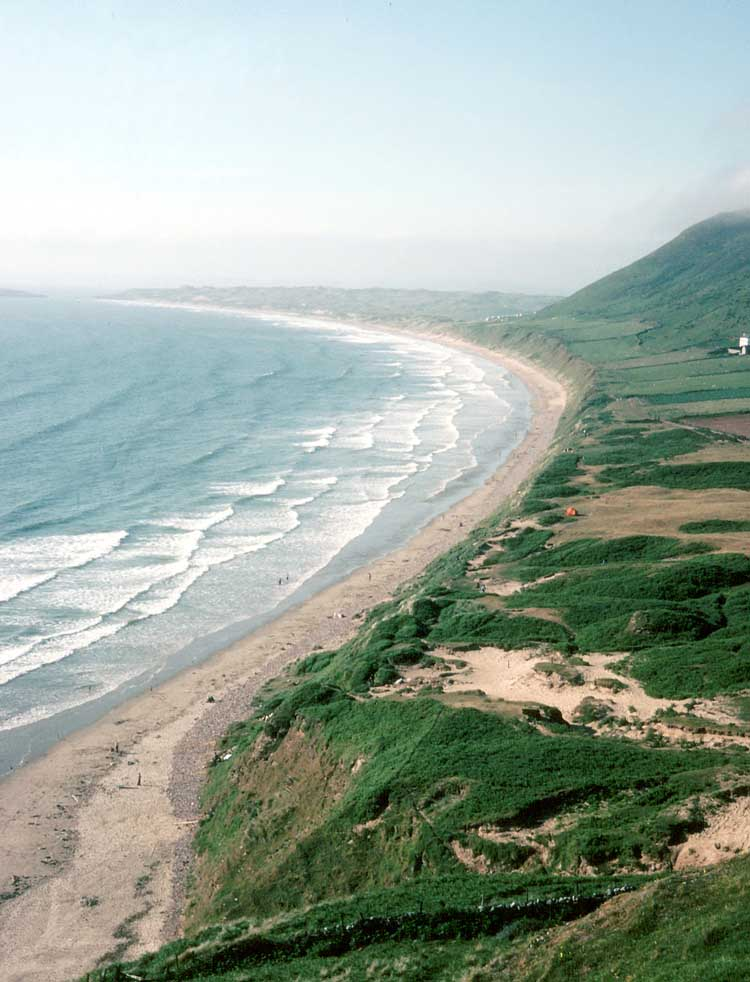
Rhossili Strand an der Gower-Halbinsel
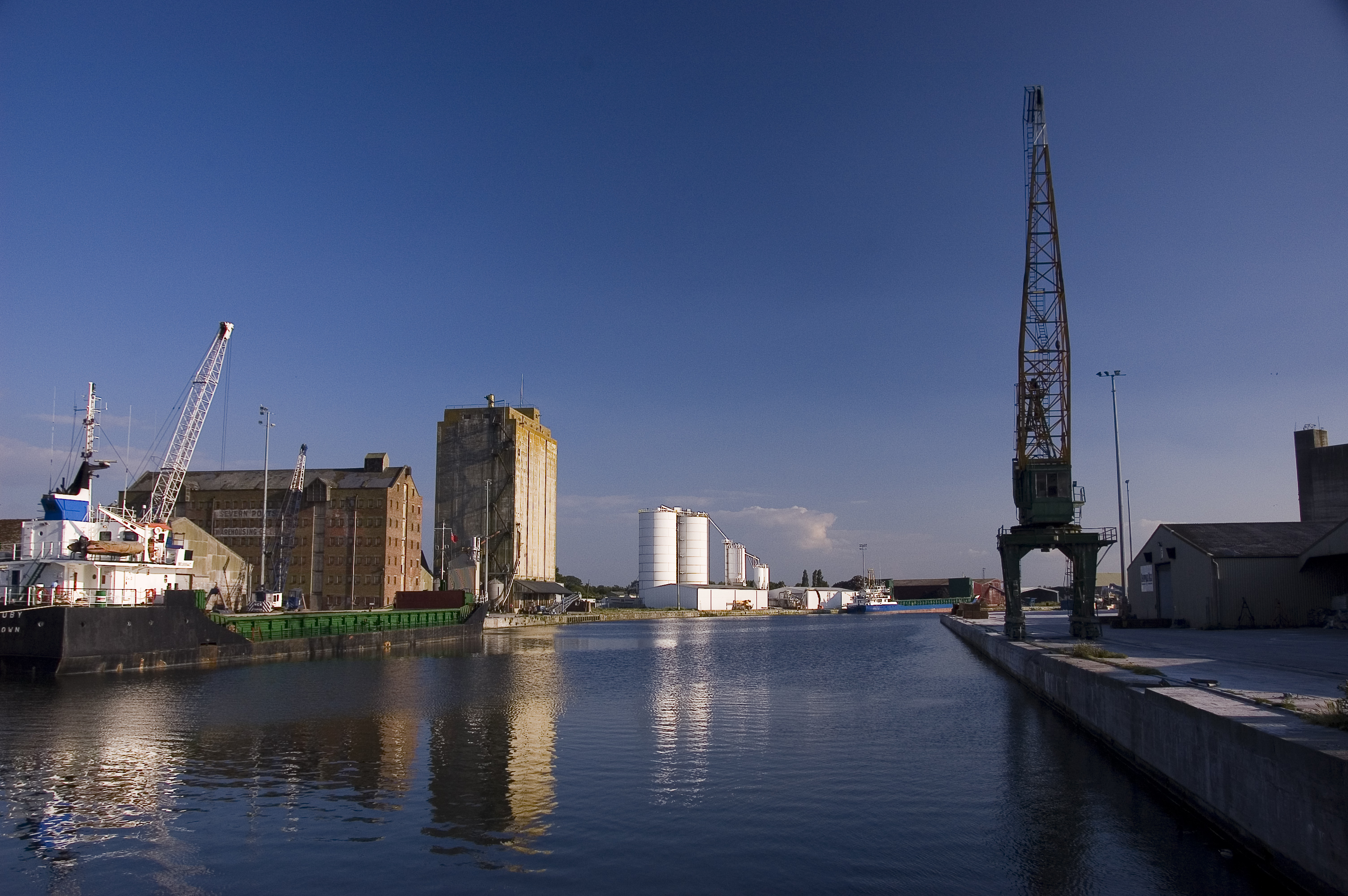
Sharpness, Hafen in Gloucestershire

### Begleitmaterial
Eine große Auswahl an Videos wurden auf der Skins-Website veröffentlicht, unter anderem Figurenprofile, Unseen Skins Mini-Episoden, die mit den regulären Folgen zusammenhängen, und eine Serie von Videos mit dem Namen The Lost Weeks, welche zwischen der ersten und zweiten Staffel spielen.
Offizielle Accounts für die Skins-Figuren gibt es auf vielen bekannten sozialen Netzwerken wie Twitter, Facebook, Bebo und Myspace. Zudem wurde jeweils die erste Folge einer Staffel vor der TV-Ausstrahlung bei Myspace veröffentlicht.
Company Pictures erklärte im September 2009, dass die Skins-Marke an Crystal Entertainment lizenziert wurde. Die Firma soll Erschaffer Bryan Elsley helfen die Marke Skins in solche Bereiche wie Film, Mode und Musik zu erweitern. Sie beschreibt Skins als „die authentischste Teenager-Marke im Fernsehen“.
Im Januar 2010 veröffentlichte Hodder & Stoughton Skins: The Novel, ein kurzer Roman von Ali Cronin, der die Geschehnisse zwischen der dritten und vierten Staffel erzählt.

## Reaktionen

### Kritiken
Die erste Staffel erhielt weitestgehend positive Kritiken, obwohl einige Kritiker über die unrealistische und stereotype Darstellung von Teenagern klagten. Schauspieler Nicholas Hoult verteidigte die Handlung damit, dass damit nicht das normale Teenagerleben dargestellt werden solle. Skins sei auf Unterhaltung ausgelegt, was allerdings nichts daran ändere, dass alles glaubhaft sei.
Die australische Autorin und Produzentin Marieke Hardy lobt die Serie, besonders weil sie „schön, traurig, ergreifend und perfekt schmerzlich“ ist. Trotzdem ist sie nicht sicher, ob die Serie für Teenager geeignet ist.
In dem Buch „Doctor Who: The Writer’s Tale“ diskutieren der Doctor Who Executive Producer und Head Writer Russell T Davies und sein Co-Autor, Benjamin Cook, über ihre Bewunderung gegenüber Skins. Davies, der außerdem Schöpfer der prämierten Serie Queer as Folk ist, lobt besonders die homosexuellen Handlungsstränge und Figuren.

### Auszeichnungen
Skins gewann 2008 bei dem Rose d’Or Festival die goldene Rose in der Kategorie „Best Drama“. Zudem gewann die Serie den Preis „Best Production Design (Drama)“ für Amelia Shanklands Arbeit an der Episode Cassie und eine Nominierung für „Best Photography (Drama)“ bei den Royal Television Society Awards 2007. Tal Rosners Bilder für Skins gewannen einen BAFTA-Award für „Best Title Sequence“ im Mai 2008. Zudem wurde die Serie 2008 für den „Best Drama Series“ Award bei den British Academy Television Awards nominiert.
Das innovative Marketing wurde mit dem „Best Advertising Campaign“ Award bei den MediaGuardian Awards for Innovation 2008 honoriert. Skins gewann 2008 den Preis in der Unterhaltungskategorie bei den Interactive Marketing and Advertising Awards für das virale Marketing vor der zweiten Staffel. 2009 gewann die Serie den „Philips Audience Award“ bei den British Academy Television Awards und schlug damit The Apprentice, Coronation Street, Outnumbered, Mankells Wallander und The X Factor. Ebenfalls wurde der Kameramann Nick Dance für einen BAFTA- und einen RTS-Award nominiert.

### Einflüsse
Durch die Serie kam der Begriff Skins-Party in den britischen Sprachgebrauch. Der Ausdruck beschreibt eine ausschweifende Nacht mit Konsum von Alkohol und anderen Drogen. Während der Osterferien 2007 organisierte ein Mädchen in County Durham eine Hausparty. Sie bewarb diese auf ihrer Myspace-Seite als „Inoffizielle Skins Party“ und dem Untertitel „Lasst uns ein durchschnittliches Familienhaus verwüsten Disco Party“. 200 Personen kamen, brachen in das Haus ein und verursachten einen Schaden von umgerechnet rund 30.000 Euro. Sie behauptete, dass ihr Myspace-Profil gehackt wurde und jemand anderes den Aufruf verbreitet habe.  
Ähnliche Ereignisse sind auch in Irland vorgefallen. Obwohl diese Geschehnisse nichts näher mit der Serie zu tun hatten, wurden sie von Nachrichtenagenturen Skins-Partys genannt.
Club Nächte unter dem Titel „Skins Secret Parties“ gab es in Leicester und Brighton. Darauf folgend gab es einige, von Company Pictures organisierte, Skins-Partys im Frühling 2008. Weitere Partys gab es unter anderem in Frankreich.

## Veröffentlichung
Die Pilotepisode wurde in Großbritannien von 1,5 Millionen Zuschauern gesehen. Die höchste Einschaltquote der zweiten Staffel war 884.000 (dazu kommen noch 160.000 Zuschauer, die die Folge eine Stunde später auf „E4+1“ gesehen haben), welches einem Gesamtmarktanteil von 5,9 % und einem Anteil von 60 % in der Zielgruppe der 16–24-Jährigen entspricht. Das Staffelfinale sahen 740.000 Zuschauer auf E4 (Gesamtmarktanteil 4,65 %). Die erste Episode der dritten Staffel wurde von 877.000, plus 113.900 bei „E4+1“, Zuschauern gesehen. 56,2 % waren davon in der werberelevanten Zielgruppe der 16–34-Jährigen. Den Start der vierten Staffel sahen zusammengerechnet 1,5 Millionen Zuschauer, welches die höchste Einschaltquote seit der ersten Staffel war.
| # | Erscheinungsdatum | Erscheinungsdatum | Erscheinungsdatum        | Erscheinungsdatum | Episoden |
| # | Region 1          | Region 2          | Region 2 mit dt. Tonspur | Region 4          | Episoden |
| --- | ----------------- | ----------------- | ------------------------ | ----------------- | -------- |
| 1 | 13. Jan. 2009     | 24. Sep. 2007     | 1. Apr. 2011             | 20. Feb. 2008     | 9        |
| Neben den neun Episoden der ersten Staffel enthalten die drei DVDs folgende Extras: Neun, bislang nur online zu sehende, Miniepisoden „Unseen Skins“, das Musikvideo für Standing in the Way of Control von Gossip und diverse Trailer der Serie. Viele der bekannten, verwendeten Musikstücke aus der TV-Ausstrahlung sind wegen der hohen Lizenzkosten nicht auf den DVDs zu finden. In der Region 1 Version für den amerikanischen Markt wurde sogar das Ende der ersten Staffel, bei dem der komplette Cast den Song Wild World singt, komplett herausgeschnitten. |                   |                   |                          |                   |          |
| 2 | 14. Apr. 2009     | 5. Mai 2008       | 1. Apr. 2011             | 20. Aug. 2008     | 10       |
| Alle zehn Episoden der zweiten Staffel sind auf den drei DVDs zu finden. Extras sind sechs Folgen „Unseen Skins“, Interviews mit den Darstellern und der Crew, sowie eine kurze Behind-the-Scenes-Dokumentation. Wie bei der ersten Staffel wurden auch bei der DVD-Veröffentlichung der zweiten Staffel viele Lieder wegen der hohen Lizenzgebühren ausgetauscht. |                   |                   |                          |                   |          |
| 3 | 7. Sep. 2010      | 6. Apr. 2009      | 1. Apr. 2011             | 9. Sep. 2009      | 10       |
| Die Zusatzinhalte, neben den zehn Episoden der dritten Staffel, sind vier „Unseen Skins“ Episoden, zehn Figuren-Videotagebücher, Behind-the-Scenes-Material, Trailer und Castingaufnahmen. Ebenfalls wurden wieder viele Songs ausgetauscht. |                   |                   |                          |                   |          |
| 4 | 11. Jan. 2011     | 22. März 2010     | —                        | 18. Aug. 2010     | 8        |
| Neben den acht Episoden der vierten Staffel sind als Zusatzinhalte Hinter den Kulissen zu jeder Episoden, Kommentare der Autoren und Regisseure, Bonus Geschichten und ein animierter Film im Boxset zu finden. |                   |                   |                          |                   |          |